# Watson, Saskatchewan
Watson är en ort i Kanada.   Den ligger i provinsen Saskatchewan, i den centrala delen av landet, 2 200 km väster om huvudstaden Ottawa. Watson ligger 538 meter över havet och antalet invånare är 777.
Terrängen runt Watson är platt, och sluttar söderut. Trakten runt Watson är nära nog obefolkad, med mindre än två invånare per kvadratkilometer.. Watson är det största samhället i trakten.
Trakten runt Watson består till största delen av jordbruksmark.